# Burg Wendelstein
Die Burg  Wendelstein ist eine im Mittelalter errichtete Burg in der Stadt Vacha im Wartburgkreis in Thüringen. In der Burganlage wurde 1986 ein Stadtmuseum eingerichtet. Überregionale Bedeutung hat vor allem die darin präsentierte Puppensammlung im Obergeschoss.

## Lage
Als Stadtburg befindet sich die Anlage am Nordrand der Altstadt, etwa 100 Meter vom heutigen Ufer der Werra entfernt, die Burg regelte und schützte den Zugang der Werrabrücke.

## Anlage

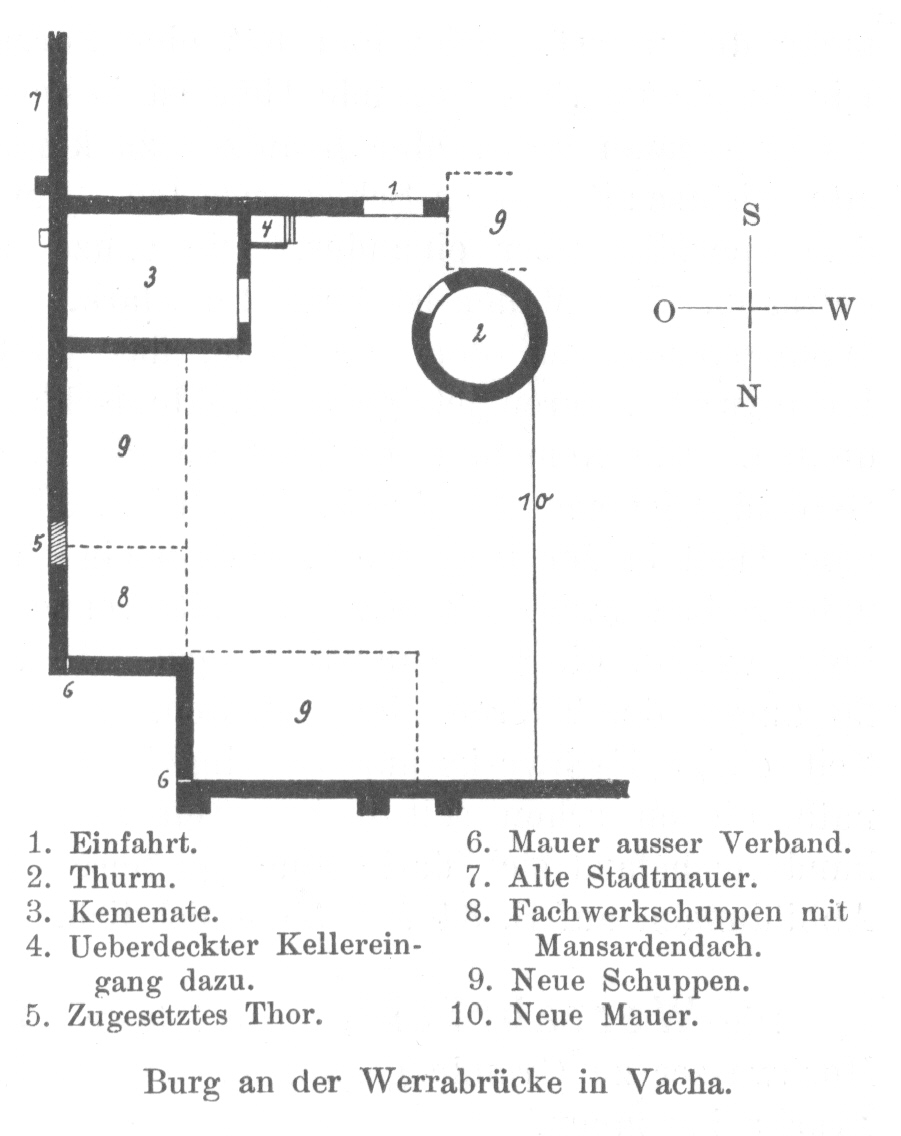
Übersichtsplan

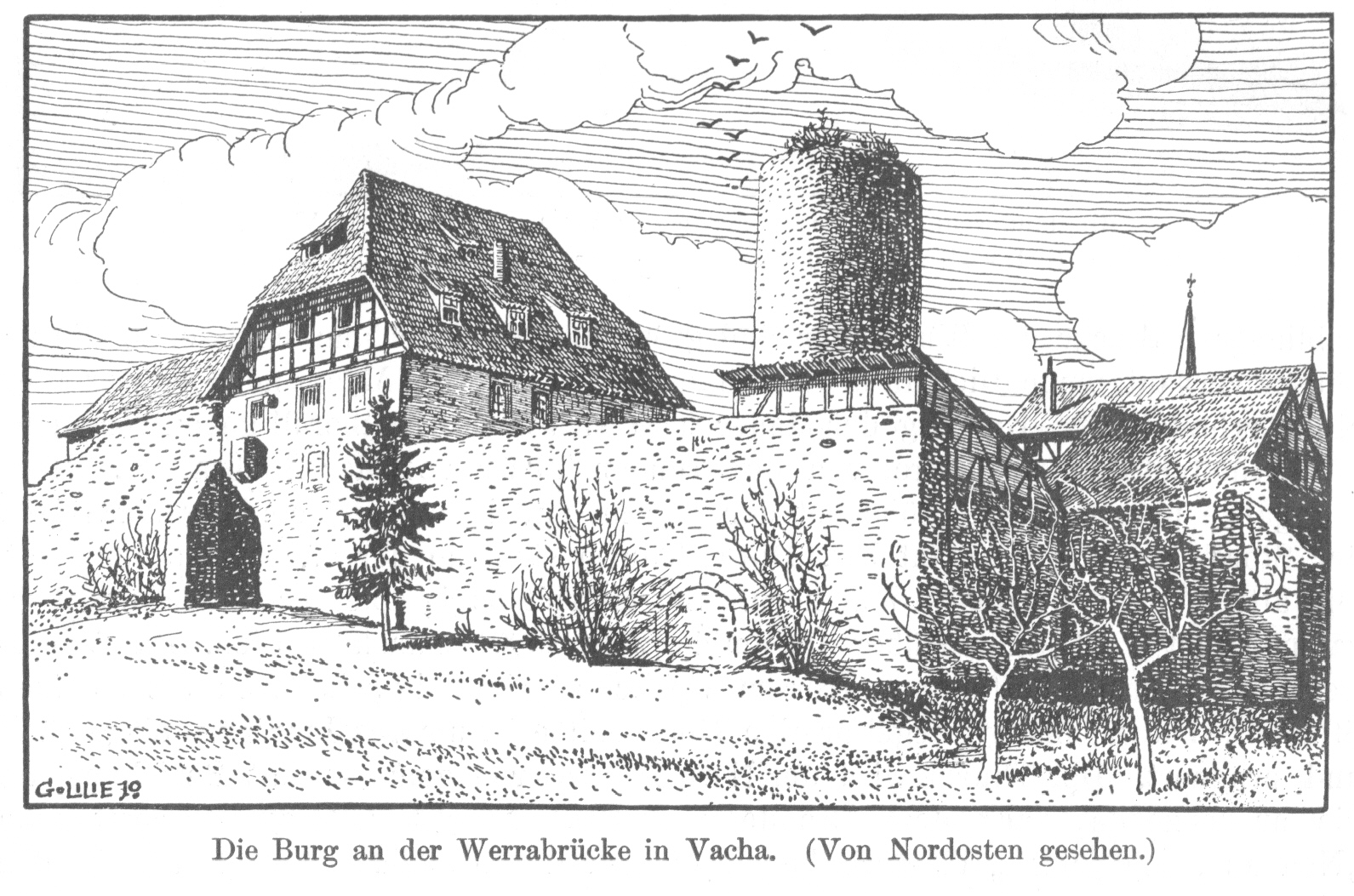
Ansicht von Nordosten (1910)

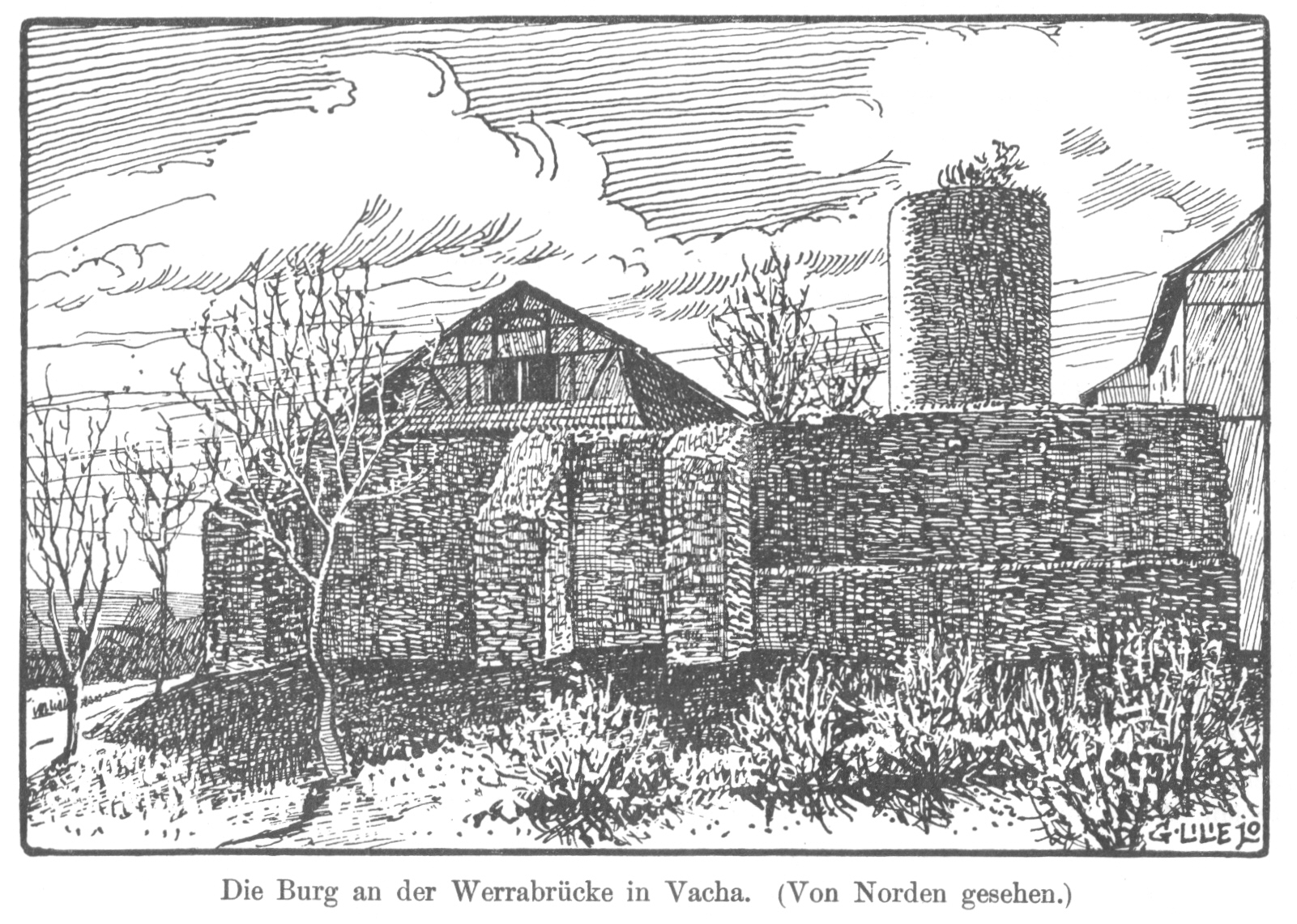
Ansicht von Norden (1910)

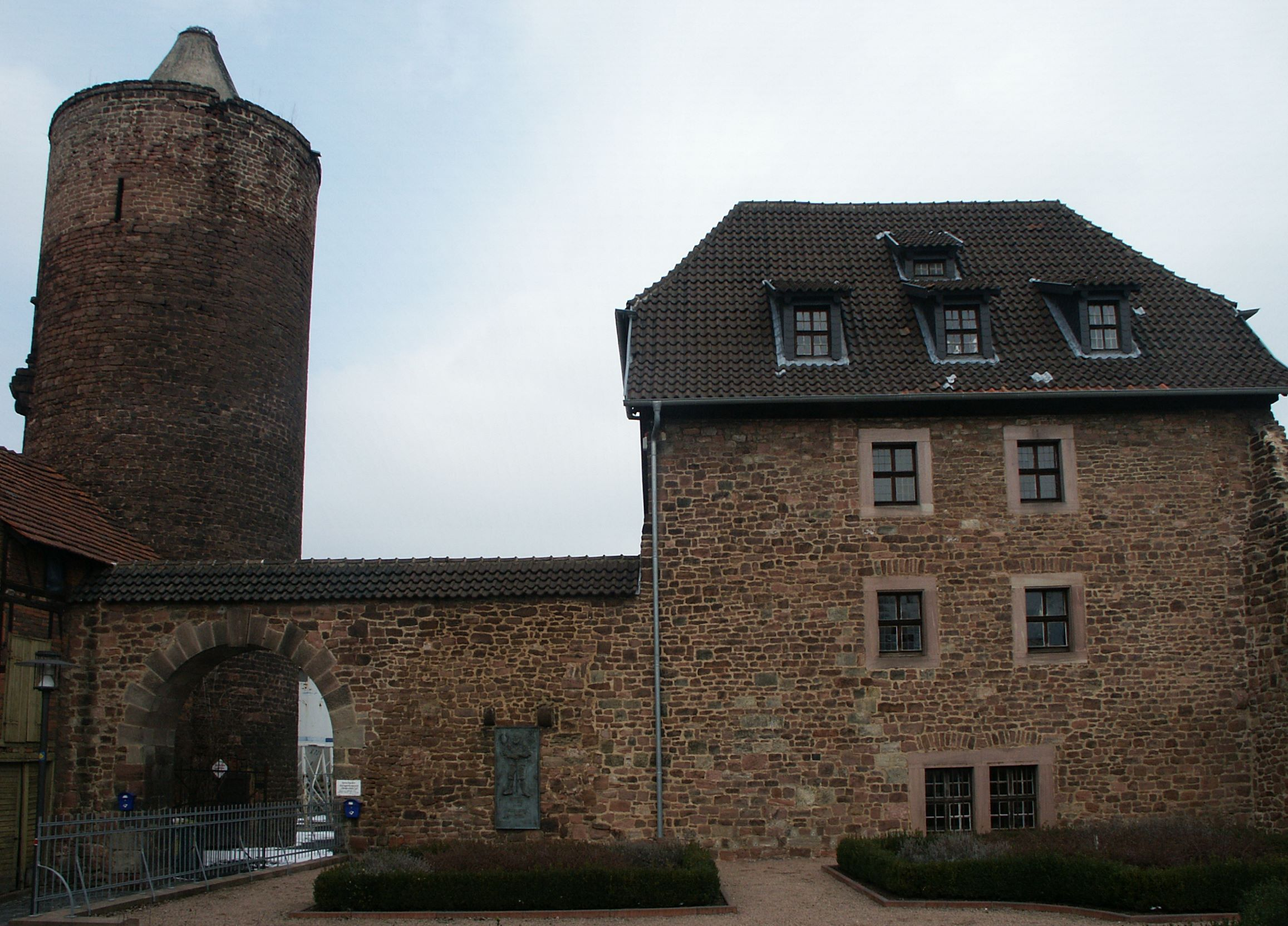
Stadtseitige Ansicht von Süden

Die Burganlage hat eine rechteckige Grundfläche und eine Ausdehnung von gegenwärtig etwa 60 zu 80 Metern. Die massiven Außenmauern blieben in Resten erhalten, der vorgelagerte Wassergraben und der innere Graben zur Stadt wurden verfüllt. Die stadtseitigen Mauern wurden im 19. Jahrhundert niedergerissen oder verlegt, im Übersichtsplan der Burg von 1911 werden diese als „Neue Mauer“ bezeichnet. Die Burg hatte einen stadtseitigen Zugang im Süden und einen separaten im Osten. Unmittelbar westlich der Burg befand sich das Untertor der Stadtbefestigung, dort führte der Hauptzugang zur Brücke vorbei und war von der Burg aus zu überwachen.
Erhalten blieb ein Rundturm in der Südwestecke der Burg von etwa 20 m Höhe und 2 m Mauerstärke, dessen Zugang in etwa 10 m Höhe über eine kleine Pforte möglich war. Der Turm besitzt einen gemauerten Turmhelm als Bedachung. Das Hauptgebäude, die Kemenate, ist ein weitgehend erhaltenes Bauwerk aus der Zeit um 1600. Mehrere Wirtschafts- und Nebengebäude lehnten sich innen an die Ringmauer, diese wurden nach und nach erneuert oder entfernt. Als Verkehrshindernis wurden auch die mittelalterlichen Torbauten, Sperr- und Befestigungsanlagen im Verlauf der Zufahrtsstraße zur Werrabrücke und in die Burg bereits im 19. Jahrhundert abgetragen. An ihrer Stelle errichtete man einige Bürgerhäuser.

## Geschichte

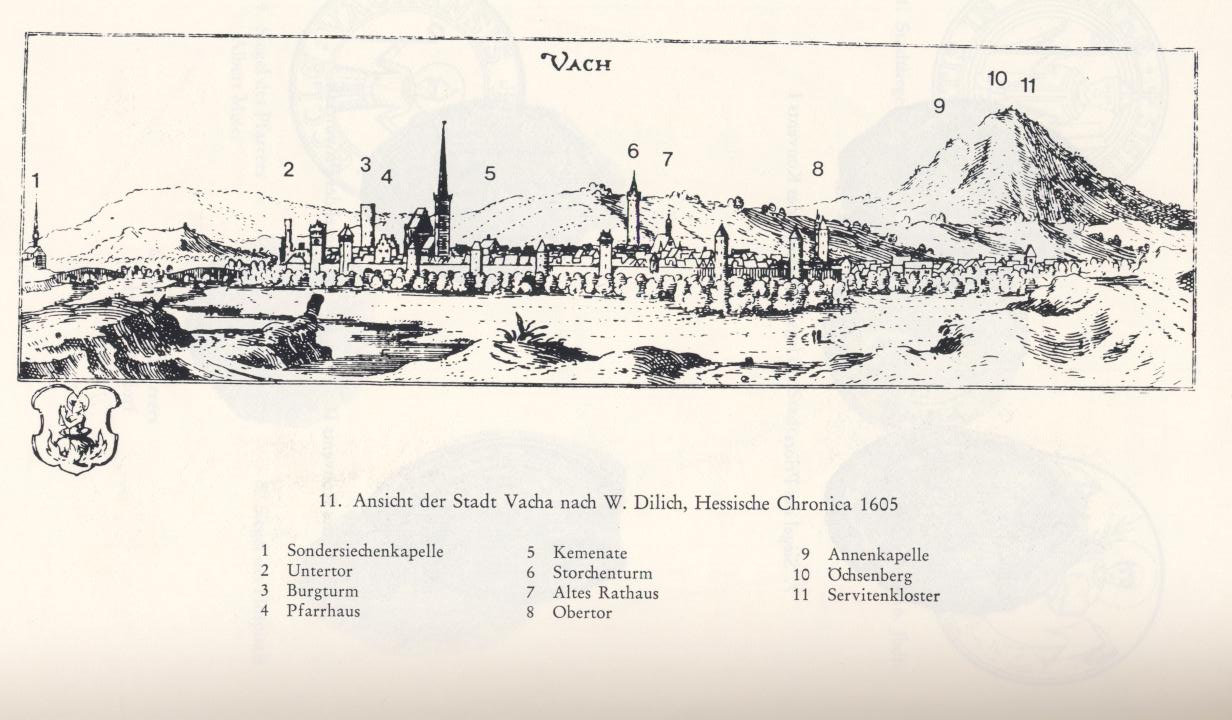
Stadt Vacha mit sichtbaren Teilen der Burg Vacha (u. a. Rundturm, Nr. 8), im Jahre 1605 nach Wilhelm Dilich

Vacha war im Mittelalter ein wichtiger Etappenort im Netz hessisch-thüringischer Fernstraßen, der hier vorhandene Flussübergang (Furtstellen) wurde wohl ab 1186 durch die Anlage hölzerner Brücken und ab 1346 durch eine (oder zwei) steinerne Brückenbauten bedeutend gefördert; dies ermöglichte zugleich die Entstehung einer Markt- und Stadtsiedlung und machte den Bau einer Befestigungsanlage am stadtseitigen Ufer erforderlich.
Unter dem Abt Heinrich IV. von Fulda wurde diese Burganlage begründet und militärisch ausgerüstet. Deren Ersterwähnung erfolgte 1294. Die Burganlage wurde in die Stadtbefestigung einbezogen und bildete das nordöstliche Bollwerk. Die Burgmannen waren verpflichtet sich innerhalb der Stadt gelegene Wohnsitze zu erbauen. In Urkundensammlungen und der Stadtchronik werden erwähnt:
- Heinrich von Bienbach (erwähnt 1321 als Burgmann)
- Albert von Gunthausen (erwähnt 1335 als Burgmann, als es dem Kloster Kreuzburg Land in Herfa übergab)
- Ludwig von Leimbach (erwähnt 1342 als Burgmann)
- Heinrich von Rasdorf (erwähnt 1347 als Vogt)
- Friedrich von Völkershausen (erwähnt 1348 als Burgmann)
- Berthold und Apel von Buttlar (erwähnt 1360 als Burgmannen)
- Kraft von Rasdorf und Johann von Bienbach (erwähnt 1363 als Burgleute)
- Wolfram von Ostheim (wurde 1388 als des „Stieffts Borgmann“ erwähnt),
- Eberhard und Gottschalk von Buchenau (wurden 1390 als Pfandamtleute mit dem Untervogt Hans Schade von Leiboldes erwähnt)
- Fritz von Herda (erwähnt 1396 als Burgmann)
- Johannes von Bibra (erwähnt 1399 als Burgmann).

Aus der 1406 beginnenden dauerhaften Verpfändung der Burg und Stadt Vacha (anteilig zwei Drittel der Stadt) an den hessischen Landgrafen Hermann II. Die Burg Wendelstein wurde nun hessischer Amtssitz. Gottschalk von Buchenau hielt das weitere Drittel der Pfandschaft an der Stadt und Burg. Es erfolgte die Übertragung an die Ritter von Buchenau als Burgmannen. Weiter folgten:
- Simon von der Thann (erwähnt 1413 als Vogt)
- Hans von Baumbach  (erwähnt 1415, als er das Burglehen in Vacha und Pferdsdorf erhielt)
- Hans von Bibra (erwähnt 1429 als Burgmann, später zugleich auf Biberstein)
- Burkhard von Kolmatsch (1446 und 1452 als Amtmann beurkundet)
- Ludolf von Weiblingen (erwähnt 1529 als Kammermeister und Verwalter der Kellerei)
- Alexander von der Thann (erwähnt 1549 als Amtmann)[2]

Den großen Stadtbrand von 1467 überstand die Burganlage mit Glück. Mehrfach wurde Vacha im Dreißigjährigen Krieg  eingenommen, die Burganlage hatte zu dieser Zeit kaum noch militärische Bedeutung. Von 1648 bis 1816 gelangte die Stadt und Burg dauerhaft an die Landgrafschaft Hessen-Kassel, dann an das Großherzogtum Sachsen-Weimar-Eisenach. Im 19. Jahrhundert dienten verschiedene Gebäude in der Burg zeitweise als Spinnerei-Manufaktur. Weitere Gebäude wurden angebaut und zur Stadt entstand eine erneuerte einfache Mauer mit Hoftor.
Im Jahr 1936 wurde Burg Wendelstein von der Stadt Vacha gekauft. Zum 800-jährigen Stadtjubiläum wurde im Gebäude ein Heimatmuseum eingerichtet. Der ehemalige Bergfried wird heute als Aussichtsturm genutzt.

## Museum
Im Jahr 1986, anlässlich des 800-jährigen Jubiläums der Stadt Vacha, wurde in den Räumlichkeiten von Burg Wendelstein ein Stadtmuseum eingerichtet. Überregionale Bedeutung hat vor allem die aus rund 2000 Exemplaren bestehende Puppensammlung im Obergeschoss. Sie stammen aus der privaten Sammlung von Elenor Fischer, einer inzwischen verstorbenen Einwohnerin von Vacha. 2015 wurde nach Renovierungsarbeiten der Grenzturm Vacha als Mahnmal mit einer Ausstellung eröffnet und ist heute ein Teil des Stadtmuseums.

## Sonstiges

### Namensdeutung
Der Herleitung des Namens Wendelstein ist nicht überliefert; unter einem Wendelstein versteht man einen Treppenturm an einem Schloss- oder Kirchenbauwerk, naheliegend wäre die Herkunft vom Namen Wendelin – kurz Wendel. Auch der Name Winterstein ist für diese Burg bekannt.

### Gedenktafel Hans Sippel
Eine Gedenktafel an der Burgmauer erinnert an den Vachaer Bürger und Anführer des Werrahaufens der aufständischen Bauern Hans Sippel, der 1525 in Eisenach gefangen genommen und hingerichtet wurde.